# Nati nel 1104
| Questa pagina contiene informazioni ricavate automaticamente dalle voci biografiche con l'ausilio del template Bio e di un bot. L'aggiornamento è periodico e automatico e ricostruisce completamente la pagina. Se manca una persona in questa lista, sei pregato di non aggiungerla, ma accertati piuttosto che la sua voce biografica contenga il template Bio e che i dati anagrafici siano correttamente compilati. Se il template Bio manca, inseriscilo tu stesso o, in alternativa, metti l'avviso {{tmp\|Bio}} che ne segnala la mancanza. Se i dati riportati sono sbagliati, correggi direttamente la voce biografica; le modifiche saranno visibili in questa lista entro pochi giorni. Per chiarimenti vedi il progetto biografie. La lista contiene solo le 8 persone che sono citate nell'enciclopedia e per le quali è stato implementato correttamente il template Bio. Pagina aggiornata al 13 gen 2025. |

- Ibn Hubayra, giurista arabo († 1165)
- Eleonora di Blois, contessa († 1147)
- Minamoto no Yorimasa, militare e poeta giapponese († 1180)
- Roberto di Beaumont, II conte di Leicester, nobile britannico († 1168)
- Vsevolod II di Kiev, principe († 1146)
- Ibn Zafar, filosofo e politologo arabo
- Waleran de Beaumont, I conte di Worcester, nobile († 1166)
- Fujiwara no Kiyosuke, poeta giapponese († 1177)